# Martijn Westerholt
Martijn Westerholt es el fundador, teclista y compositor de la banda neerlandesa Delain, nació el 30 de marzo de 1979 en Waddinxveen, Países Bajos. Es hermano menor de Robert Westerholt, fundador y guitarrista de Within Temptation.

## Trayectoria
En 1992, junto a su hermano mayor, Robert Westerholt, Martijn formó la banda llamada The Circle, lanzaron algunos CD conteniendo canciones como Frozen, que contó con la participación vocal de Sharon den Adel. Para 1996 este proyecto musical fue disuelto por diferencias creativas. Ese mismo año Martijn y Robert, junto con la pareja de este último, Sharon den Adel, fundaron la banda de metal sinfónico Within Temptation. Dentro de este grupo trabajó en discos como Enter, The Dance y Mother Earth, hasta que en el 2001 tuvo que abandonar la agrupación porque le diagnosticaron mononucleosis infecciosa, entonces fue reemplazado por el actual teclista de Within Temptation, Martijn Spierenburg. En el 2002 formó una nueva banda de metal gótico llamada Delain. A mediados del 2005, esta banda lanzó su primer álbum Lucidity, tras haber firmado un contrato con la discográfica Roadrunner Records, y en el 2009 lanzaron su segundo álbum titulado April Rain.

## Discografía

### Within Temptation
| Año  | Nombre       | Formato |
| ---- | ------------ | ------- |
| 1997 | Enter        | Álbum   |
| 1998 | The Dance    | EP      |
| 2000 | Mother Earth | Álbum   |

### Delain
| Año  | Nombre                  | Formato |
| ---- | ----------------------- | ------- |
| 2002 | Amenity                 | Demo    |
| 2006 | Lucidity                | Álbum   |
| 2009 | April Rain              | Álbum   |
| 2012 | We Are the Others       | Álbum   |
| 2013 | Interlude               | Álbum   |
| 2014 | The Human Contradiction | Álbum   |
| 2016 | Lunar Prelude           | EP      |
| 2016 | Moonbathers             | Álbum   |
| 2019 | Hunter's Moon           | EP      |
| 2020 | Apocalypse & Chill      | Álbum   |
| 2023 | Dark Waters             | Álbum   |